# George Grant Gordon
Pour les articles homonymes, voir George Gordon.
George Grant Gordon (29 janvier 1836 – 24 janvier 1912) est un officier de l'armée britannique et un membre de la cour.

## Biographie
Gordon est né en 1836, fils du lieutenant-colonel Lord Francis Arthur Gordon (1808-1857), plus jeune fils du 9e Marquis de Huntly, sa mère est Isabel Grant (morte en 1892), fille du Général Sir William Keir Grant.
Il a rejoint l'armée britannique, où il s'est engagé en tant qu'officier dans la garde écossaise. Il a servi durant la guerre de Crimée, 1854-55, et prit part au siège de Sébastopol (septembre 1854 à septembre 1855), y compris les batailles de l'Alma (septembre 1854), à la bataille de Balaklava (octobre 1854), d'Inkerman (novembre 1854) et la chute de Sébastopol (septembre 1855). Du 22 août 1855 au 12 novembre 1855, il fut aide-de-camp du général James Simpson, commandant des troupes britanniques dans la péninsule de Crimée. Pour son service, il a reçu la médaille de Crimée avec quatre agrafes, la médaille de la Crimée turque, et a été nommé à la 5e classe de l'ordre du Médjidié. Après son retrait de la vie active en février 1863, il est nommé lieutenant-colonel du 2e bataillon du Royal Scottish Reserve Regiment. Plus tard, il fut nommé lieutenant-colonel du 3e (Militia) bataillon des Royal Scots (Lothian Régiment), basé à Glencorse, Midlothian, et le 7 mars 1900 a été nommé, de manière honorifique, colonel du bataillon.
Il a servi en tant que juge de paix (JP) pour le Comté de Lond et pour le Berkshire.
Gordon était Écuyer et responsable de la maison du Prince et de la Princesse Helena du Royaume-Uni. Il a été nommé Chevalier de l'ordre du Bain (CB), division civile, en 1891, et Commandeur de l'ordre royal de Victoria (CVO) en 1897.

## Famille
Gordon s'est marié, en 1863, avec Constance Augusta Lennox Peel, fille de Laurence Peel, membre Tory du Parlement anglais (fils de Sir Robert Peel, 1er baronnet), sa mère est Lady Jane Lennox, elle-même fille du 4e duc de Richmond. Elle est décédée en 1921. Ils ont eu trois enfants:
- Brigadier-général Laurence George Frank Gordon, CB, DSO (1864–1943), servant dans la Royal Artillery
- Christian Frederick Gordon (1866–1934)
- Helena Jane Gordon (1870–1932), qui s'est mariée avec Rev. William Henry Stone (mort en 1920)